# Cão Grande
O Cão Grande é uma elevação de São Tomé e Príncipe, localizada a sensivelmente ao centro da ilha de São Tomé, na província de Caué. Esta formação geológica eleva-se a 663 metros acima do nível do mar. Encontra-se nas proximidades da localidade de Vila Verde e de Vila Irene.